# Летње олимпијске игре 1900.
Летње Олимпијске игре 1900. године званично познате као игре II, Олимпијаде, су међународно мулти-спортско такмичење које је одржано 1900. у Паризу, Француска. Игре су одржане без церемонија отварања и затварања. Такмичења су почела 14. маја, а завршиле на 28. октобра, на Венсенском велодрому. Учествовало је преко 975 такмичара у 19 различитих спортова. Жене су по први пут учествовале на играма, а Шарлота Купер из Француске постала је прва олимпијски победница у историји Олимпијских игара.
Најмлађи учесник била је француска тенисерка Катрин Жилу са 13. година и 137 дана, а најстарији такође француски једриличар са 71. годином и 212 дана.
Најуспешнији такмичари били су амерички атлетичари Ирвинг Бакстер и Џон Туксбери са по 5 освојених медаља.

## Припрема игара
Иако су прве Олимпијске игре 1896. године постигле известан успех, било је оправдане бојазни око њихове будућности. Једна од препрека, која би могла онемогућити континуитет Олимпијских игара био је и став Грчке. Она се противила одлуци МОКа да право на организацију Игара припадне и другим земљама, захтевајући да Грчка остане заувек седиште Игара. Зато је Пјер де Кубертен, тражећи решење, предложио да се поред Олимпијских игара сваке друге године одрже и Панхеленске игре у Атини, али је и даље инсистирао на одлуци МОКа.
Избор је пао на Париз, међутим Француском олимпијском комитету су недостајала средства за организацију Игара. Кубертен је и ту нашао излаз одлучујући да се Игре одрже у склопу Светске изложбе у Паризу. Било је доста несугласица, сумњи и приговора, јер би Игре могле бити потиснуте у други план. Стадиони, терени, дворане за такмичење биле су раштркани по целом граду или његовој околини.
Према замисли Кубертена, спортске гране на II. Олимпијским играма требало је распоредити у три дела. У првом делу би биле приказане игре старих културних центара; Египта, Индије, Грчке и Рима. Други део би била демонстрација народних надметања и витешке игре из средњег века. Трећи део би био састављен од спортова новијег датума. МОК се није сложио са таквом замисли, па је на крају програм био усклађен са захтевима осталих чланова МОКа, који су били стручни представници појединих земаља, као и неких утицајних људи Француске
На крају су Игре одржане у Паризу, али њихов успех умањиле су неке неповољне околности као што су чињеница да су Французи тражили да се такмичења одржавају и недељом, упркос негодовања спортиста и представника других земаља. Осим тога, Игре су и предуго трајале (пет месеци) што је прилично умањило интересовање гледалаца. Иако је у Паризу били много страних и домаћих посетилаца Светске изложбе, такмичења су била слабо посећена — било је у свему 3.000 посетилаца . Резултати такмичења, у спортском погледу, надмашили су резултате првих Олимпијских игара.

## Организација
Летње олимпијске игре 1900. није организовао организациони комитет, већ су одржане као део Светске изложбе 1900. Од мноштва спортских и неспортских такмичења, МОК је накнадно одабрао она која је признао за званична, док се остала сматрају демонстрационим спортовима и дисциплинама.
Учествовали су спортисти из 28 земаља од којих МОК признаје 24 земље, са 997 такмичара од чега 22 су биле жене, које су се такмичиле у тенису, једрењу и голфу.

## Занимљивости
На Играма у Паризу медаље су подељене и у крикету, спорту који је након 1900. избачен из олимпијског програма. Такмичила су се десеторица такмичара, а сви су осим једног Белгијанца били Французи. За то такмичење продата је само једна улазница, а њен купац је био енглески туриста који је у Париз дошао управо због такмичења у крикету.
Један олимпијски победник у веслању никад није идентификован. У дисциплини двојац с кормиларом посада Холандије је после предтакмичења проценила да им је кормилар претежак. Зато су кормилара заменили с једним 7-годишњим дечаком који се случајно нашао на регатном пољу. Иако име тог дечака није забележено, сматра се да је он најмлађи освајач олимпијске медаље у историји. Ипак, МОК службено бележи да је освајач медаље био Херманус Брокман, који је био у посади само у полуфиналу али не и у финалу такмичења.
Нарочити утисак оставио је Американац Алвин Крензлајн који је освојио четири златне медаље, на 60 м, 110 м и 200 м препоне и скоку удаљ. Он је био први човек који је лансирао технику „корачања кроз ваздух“ у скоку удаљ и савлађивању препона, чиме је повећавао дужину скока, односно чувао ритам трчања. Међутим, пошто је свој успех постигао у време када није било ни телевизије, ни филма и када штампа није поклањала много пажње спортским јунацима, Кранзлајн је заборављен и као иноватор и као први освајач четири златне медаље. Тако се као први четвороструки олимпијски победник обично помиње Американац Џеси Овенс, четвороструки победник из Берлина 1936.

## Земље учеснице
Према извештају Међународног олимпијског комитета учествовали су представници следећих земаља:
| - Аргентина (1) - Аустралија (2) - Аустрија (13) - Белгија (78) - Бохемија (7) - Канада (2) - Куба (1) - Данска(13) | - Француска (491) - Немачко царство (78) - Уједињено Краљевство (122) - Грчка (3) - Мађарска (17) - Индија (1) - Италија (7) - Мексико (4) | - Холандија (35) - Норвешка (7) - Румунија (1) - Русија (4) - Шпанија (10) - Шведска (10) - Швајцарска (16) - САД |

Неки извори такође стављају у списак спортисте из следећих земаља, који су се према званичним резултатима појединих дисциплина такмичили на овим Играма.
- Хаити (1)
- Иран (1)
- Луксембург (1)
- Перу (1)

## Званични спортови игара
Програм из Атине знатно је измењен. Није било рвања и дизања тегова. Уведене су нове дисциплине: веслање, једрење и надвлачење конопца. Уведени су и неки екипни спортови: фудбал, рагби, ватерполо и поло.
| - Атлетика (детаљи) Надвлачење конопца (детаљи) - Бициклизам (детаљи) - Водени спортови Ватерполо (детаљи) Пливање (детаљи) - Веслање (детаљи) - Гимнастика (детаљи) | - Голф - Коњички спорт - Једрење (детаљи) - Крикет - Крокет - Мачевање (детаљи) - Пелота | - Поло - Рагби - Стреличарство - Стрељаштво (детаљи) - Тенис (детаљи) - Фудбал (детаљи) |

## Незванична (демонстрациона) такмичења
| - Подводни риболов - Мушичарење - Балонарство - Боћање - Голф - Пуцање из топа - Такмичење ватрогасаца | - Змајарство - Спашавање из воде - Аутомобилизам - Мотоциклизам - Риболов - Трка голубова - Такмичење моторних чамаца - Шишање пудлица |

## Преглед спортова
Конкуренција на играма је променљива. Такмичари из САД са факултетским спортистима доминирали су поново у атлетским дисциплинама. У тенису златне медаље су освајали бивши победници Вимблдона. Врхунска су била и такмичења у мачевању и пливању, па и у ватерполу, јер су играли тренутно најбољи играчи. Само у атлетици, пливању и мачевању учествовало је више од 10 нација.

### Атлетика
Атлетска такмичења су одржана у Булоњској шуми. Терен је био нераван, обрастао травом са доста стабала. Најзапаженије резултате постигли су амерички спортисти. Алвин Крензлајн је био најбољи са четири златне олимпијске медаље у појединачним дисциплинама, резултат који дуго није био оборен. Реј Јури је поставио рекорд са три златне медаље истог дана, а најбољи резултат и олимпијски рекорд, поставио је Френк Џарвис у трци на 100 метара резултатом 10,8 који је оборен после 24 године, на VIII Олимпијским играма 1924. у Паризу. У маратонској трци пријављен је велики број такмичара, али је резултат победника Француза Мишела Театоа слабији од резултата Спиридона Луиса из Атине 1896., јер је стаза у Паризу била дужа. Поред главног програма од 23 дисциплине, одржана су такмичења професионалаца и низа хендикеп такмичења (давање предности), али она се не сматрају званичним олимпијским дисциплинама такмичењима.

### Бициклизам
Такмичење је одржано у две дисциплине спринт на 2000 метара и 25 километара. Бициклисти домаћина игара су освојили пет од шест медаља. Одржано је и неколико незваничних дисциплина за аматере и професионалце.

### Баскијска пелота
Ово су биле једине олимпијске игре где је баскијска пелота била званичан спорт. Покушаји оживљавања овог спорта на Летњим олимпијским играма 1924, 1968. и 1992. било је у виду демонстрационог спорта, али није заживело.

### Гимнастика
Такмичење у гимнастици одржано је само у једној дисциплини - вишебоју у појединачној конкуренцији. Вишебој је био специфичан јер се састојао од 16 вежби, у којима су поред гимнастике укључена и нека атлетска такмичење и дизање тегова.

### Пливање
Такмичења у пливању су одржана у реци Сени. На програму је било седам нових дисциплина у односу на Пливање на Летњим олимпијским играма 1896. Први пут на играма је био поред слободног и леђни стил пливања. За све дисциплине такође први пут су одржана предтакмичења, односно полуфиналне трке. Дисциплине екипно пливање (где се није пливало на време, него су се зависно од пласмана добијали бодови), пливање са препрекама и роњење (подводно пливање) нису више никад биле на програму игара.
Двоструки прваци у пливању су били Аустралијанац Фредерик Лејн, Британац Џон Артур Џарвис и Немац Ернст Хопенберг, а једну победу Француз Шарл Вендевил који је победио у роњењу.

### Тенис
Високи квалитет мушког тениског турнира огледа се у томе што су у полуфиналу играла тројица вишегодишњих победника Вимблдона, у годинама пре и после ових Олимпијских игара. У игри парова најуспешнија су била браћа Лоренс и Реџиналд Доерти са по две освојене златне медаље. Поред успешне игре британских тенисера, забележен је и прво учешће жена, не само на тениском турниру, него на Олимпијским играма уопште. Дотадашња трострука победница Вимблдона Шарлота Купер из Уједињеног Краљевства, освојила је турнире у конкуренцији појединаца и мешовитих парова и постала прва женска олимпијска победница у историји игара.

### Веслање
Такмичења су одржана на реци Сени. Дисциплина четверац са кормиларом остала је у аналима олимпијских игара као фарса, јер су званичници мењали критеријума за пласман у финале неколико пута и на крају донели једну од од најнеобичнијих одлука у историји олимпијских игара. Одржана су две одвојене финалне трке, а свака од њих је третирана као засебно такмичења јер су подељена два комплета медаља, а резултате је признао Међународни олимпијски комитет.

### Крокет
Крокет се први и последњи пут нашао на званичном програму ових Олимпијских игара. Учествовало је 10 такмичара (7 мушкараца и 3 жене) из две земље Француска са 9 и Белгија са једним учесником. Такмичарке у крокету су поред учесница тениског турнира биле су прве жене на неким олимпијским играма.
На програму су биле три дисциплине овог спорта. Извештаја и резултата са овог такмичења има веома мало, па је тако у дисциплини парова нејасно да ли француски пар који је победио, имао конкуренцију. Белгијски представник је испао у предтакмичењу, па су тако све медаље освојили француски представници.

## Биланс медаља
На играма у Паризу нису биле предвиђене медаље у облику каквом се данас додељују (злато, сребро, бронза). Међународни олимпијски комитет је ретроактивно доделио медаље да би се изједначио стандард медаља који је тек касније усвојен. У приказу су посебно истакнуте медаље домаћина, а занимљивост је да су учествовале и екипе састављене од такмичара из више земаља, тзв. мешовити тимови.
| Летње олимпијске игреJeux Olympiques d'été de Paris 1900 - број медаља |                           |    |    |    |    |
| Место                                    | Држава                    |    |    |    |    |
| 1                                        | Француска                 | 25 | 36 | 31 | 92 |
| 2                                        | Сједињене Америчке Државе | 20 | 14 | 15 | 49 |
| 3                                        | Уједињено Краљевство      | 16 | 6  | 9  | 31 |
| 4                                        | Швајцарска                | 6  | 1  | 1  | 8  |
| 5                                        | Белгија                   | 5  | 5  | 5  | 15 |
| 6                                        | Мешовити тим              | 4  | 3  | 3  | 10 |
| 7                                        | Немачко царство           | 3  | 2  | 2  | 7  |
| 8                                        | Италија                   | 2  | 1  | 0  | 3  |
| 9                                        | Аустралија                | 2  | 0  | 3  | 5  |
| 10                                       | Данска                    | 1  | 3  | 2  | 6  |

## Занимљивости
Прво уплитање политике у олимпијски спорт, појавило се пред почетак Олимпијских игара 1900. Члан МОК, мађарски племић гроф Андраши, захтевао је да се у Олимпијску повељу унесе клаузула, која би Јеврејима забрањивала учешће на олимпијским играма. Тражио је и да се из МОК искључи његов земљак Ференц Кемењ, мађарски Јевреј рођен и сахрањен у Сомбору, најближег сарадника Пјера де Кубертена. Захтев грофа Андрашија, нормално, није усвојен а уместо Ференца Кемења из МОК је избачен Андраши.
Ово није био једини политички проблем. Годину дана пред Игре дошло је до британско-француског оружаног сукоба у Фашиди у Судану. Због тога су сви односи између две земље били у прекиду, па се до почетка Игара није знало да ли ће Британци учествовати. Дошли су, али су сви сусрети са домаћим спортистима били на граници инцидента. Полиција је полиција имала доста посла, јер је морала да штити и немачке спортисте, којима су домаћи спортисти и публика желели да се освете за пораз у француско-пруском рату, 29 година раније.
Бронзану медаљу за голф репрезентацију Сједињених Америчких Држава освојила је Дарија Прат, касније српска кнегиња, жена кнеза Алексе Карађорђевића.